# کرم پیله‌ساز (فیلم ۱۹۸۸)
«کرم پیله‌ساز» (انگلیسی: Caterpillar (1988 film)) یک فیلم است که در سال ۱۹۸۸ منتشر شد.